# Sous

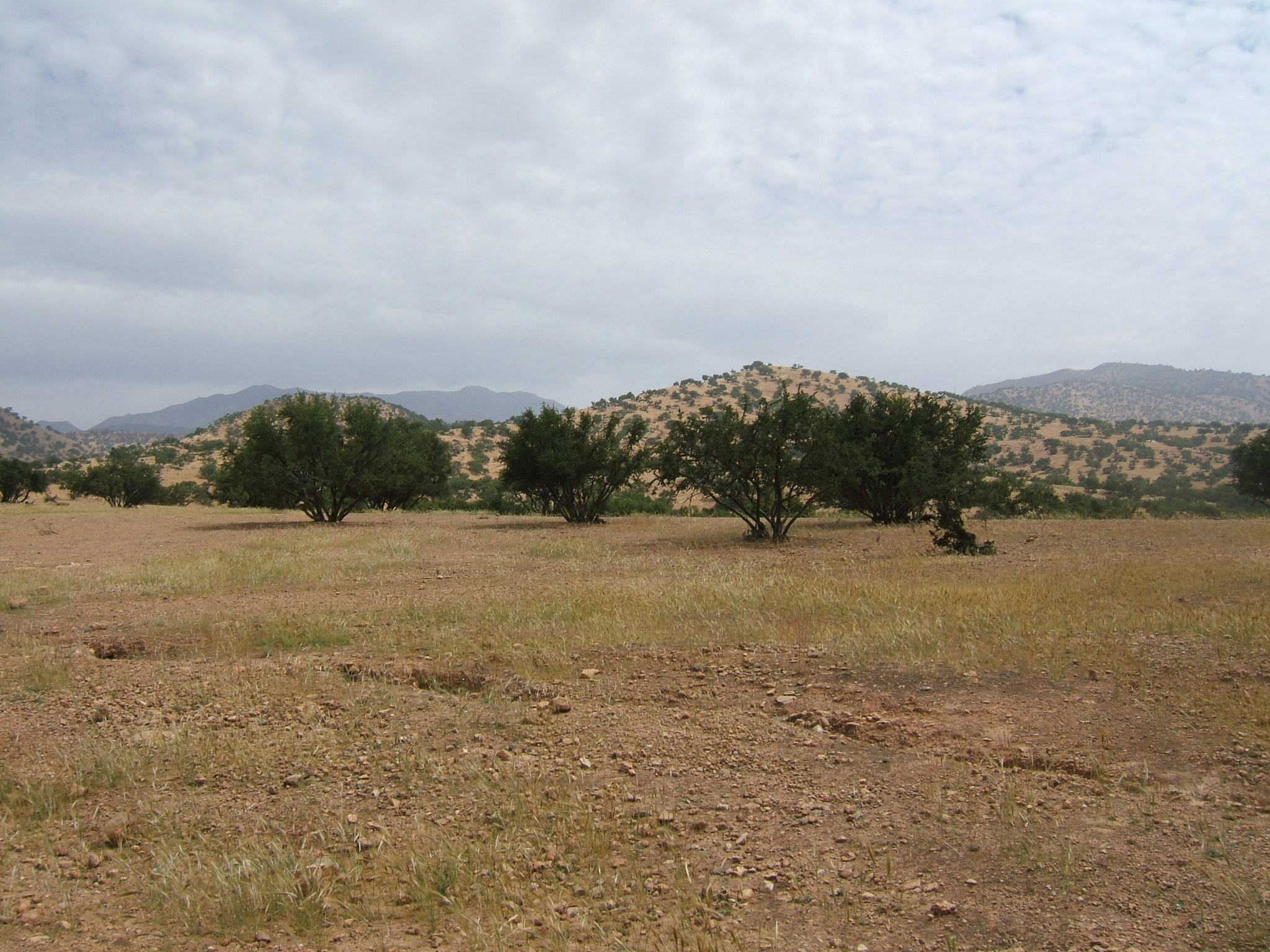
Zona a nord-est di Taroudant, con alberi di Argania spinosa tra campi di cereali

Il Sous, Souss o Sūs (in arabo بلاد السوس‎?, bilād al-Sūs; in berbero Tamazirt n Sus) è una regione del Marocco.

## Storia
Area ben irrigata, il Sous è stata una delle regioni più fertili del Marocco per lunghi secoli, nota almeno fin dall'XI secolo per le sue vaste coltivazioni ed esportazioni di zucchero. L'epoca d'oro del Sous è stata durante il XVII secolo, all'epoca del regno di Tazerwalt, quando la regione godette di autonomia e potette fruire, grazie alla sua posizione strategica, del commercio di oro con l'Africa occidentale e il golfo di Guinea, e della vendita di zucchero a portoghesi, olandesi e inglesi. La principale base commerciale della regione a quel tempo era Agadir.

## Geografia
Dal punto di vista geologico si tratta di un bacino del fiume Oued Sous, separato dal deserto del Sahara dalle catene montuose dell'Anti Atlante. La vegetazione naturale nel Sous è una savana dominata dall'Argania spinosa, locale pianta endemica. Una parte dell'area è attualmente parte del Programma sull'uomo e la biosfera dell'UNESCO, che si propone di proteggere questo habitat unico.

## Società

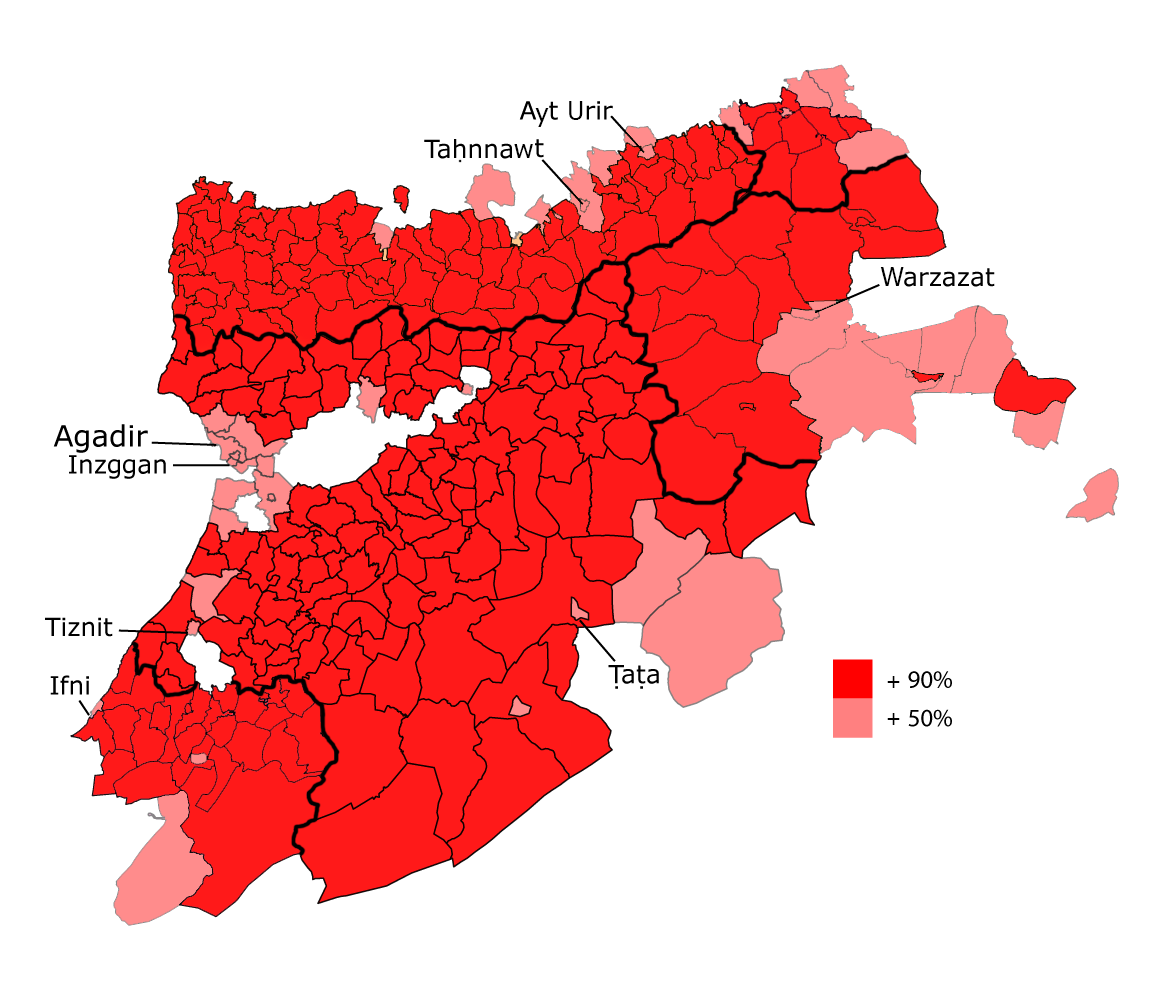
Diffusione del berbero chleuh

### Etnie
Il Sous è abitato da popolazioni berbere chleuh. Vi sono poi comunità ebraiche, molte delle quali di identità giudeo-berbera, comunità di origine morisca a Taroudant e gruppi di haratin.

### Lingue
Il dialetto berbero parlato nella regione è lo chleuh. L'arabo è tradizionalmente parlato nella zona di Houara e nella città di Taroudant. A partire dalla seconda metà del XX secolo l'arabo marocchino si è diffuso anche nell'area attorno ad Agadir per effetto di una cospicua immigrazione dal resto del Marocco.